# Conicotheca
Conicotheca, en ocasiones erróneamente denominado Conicotheka, es un género incertae saedis de foraminífero bentónico del suborden Allogromiina y del orden Allogromiida. Su especie tipo es Conicotheca nigrans. Su rango cronoestratigráfico abarca desde el Holoceno.

## Clasificación
Conicotheca incluye a la siguiente especie:
- Conicotheca nigrans